# KkStB 48 sorozat
A kkStB 48 egy tehervonati szerkocsisgőzmozdony-sorozat volt az osztrák cs. kir. Államvasutaknál (k.k österreichische Staatsbahn, kkStB).
A 23 mozdonyt a Bécsújhelyi Mozdonygyár és a Floridsdorfi Mozdonygyár szállította 1885 és 1889 között. Ezek voltak az első mozdonyok, melyek a  Hermann von Littrow által kifejlesztett séma szerint lettek besorolva és később a 48 sorozatba kerültek. Ezen kívül ezek voltak a kkStB első saját beszerzésű három kapcsolt kerékpárú szerkocsis mozdonyai is.
Az első világháború után 15 db mozdony az Osztrák Szövetségi Vasutakhoz (Bundesbahnen Österreiche, BBÖ) került. Ezeket 1932-ben selejtezték. Néhány mozdony a Lengyel Államvasutakhoz (PKP) került, ahol besorolás nélkül selejtezték őket. A maradék mozdonyok pedig az Olasz Államvasutak (FS) állományába az FS 223 sorozatba került.

## Fordítás
- Ez a szócikk részben vagy egészben  a   kkStB 48 című német Wikipédia-szócikk fordításán alapul.  Az eredeti cikk szerkesztőit annak laptörténete sorolja fel. Ez a jelzés csupán a megfogalmazás eredetét és a szerzői jogokat jelzi, nem szolgál a cikkben szereplő információk forrásmegjelöléseként.